# Graphe de Franklin
Le graphe de Franklin est, en théorie des graphes, un graphe 3-régulier possédant 12 sommets et 18 arêtes.

## Propriétés

### Propriétés générales
Le diamètre du graphe de Franklin, l'excentricité maximale de ses sommets, est 3, son rayon, l'excentricité minimale de ses sommets, est 3 et sa maille, la longueur de son plus court cycle, est 4. Il s'agit d'un graphe 3-sommet-connexe et d'un graphe 3-arête-connexe, c'est-à-dire qu'il est connexe et que pour le rendre déconnecté il faut le priver au minimum de 3 sommets ou de 3 arêtes.

### Coloration
Le nombre chromatique du graphe de Franklin est 2. C'est-à-dire qu'il est possible de le colorer avec 2 couleurs de telle façon que deux sommets reliés par une arête soient toujours de couleurs différentes mais ce nombre est minimal (il n'existe bien sûr pas de 1-coloration valide du graphe).
L'indice chromatique du graphe de Franklin est 3. Il existe donc une 3-coloration des arêtes du graphe telle que deux arêtes incidentes à un même sommet soient toujours de couleurs différentes. Ce nombre est minimal.
Il est possible de compter les colorations distinctes d'un graphe, en fonction du nombre de couleurs autorisé. Cela donne une fonction polynomiale et le polynôme qui lui est associé est qualifié de polynôme chromatique. Ce polynôme a pour racines tous les entiers positifs ou nuls strictement inférieurs à 2 et est de degré 12. Il est égal à : {\displaystyle (x-1)x(x^{10}-17x^{9}+136x^{8}-677x^{7}+2338x^{6}-5895x^{5}+11059x^{4}-15311x^{3}+15005x^{2}-9393x+2839).}

### Propriétés algébriques
Le groupe d'automorphismes du graphe de Franklin est un groupe d'ordre 48 isomorphe à Z/2Z×S4, le produit direct du groupe symétrique S4 et du groupe cyclique Z/2Z.
Le polynôme caractéristique de la matrice d'adjacence du graphe de Franklin est{\displaystyle (x-3)(x-1)^{3}(x+1)^{3}(x+3)(x^{2}-3)^{2}.}